# Municipio de Green (condado de Hamilton)
El municipio de Green (en inglés: Green Township) es un municipio ubicado en el condado de Hamilton en el estado estadounidense de Ohio. En el año 2010 tenía una población de 58370 habitantes y una densidad poblacional de 810,03 personas por km².

## Geografía
El municipio de Green se encuentra ubicado en las coordenadas 39°9′54″N 84°38′34″O / 39.16500, -84.64278. Según la Oficina del Censo de los Estados Unidos, el municipio tiene una superficie total de 72.06 km², de la cual 72.06 km² corresponden a tierra firme y (0%) 0 km² es agua.

## Demografía
Según el censo de 2010, había 58370 personas residiendo en el municipio de Green. La densidad de población era de 810,03 hab./km². De los 58370 habitantes, el municipio de Green estaba compuesto por el 94.82% blancos, el 2.6% eran afroamericanos, el 0.07% eran amerindios, el 0.99% eran asiáticos, el 0.02% eran isleños del Pacífico, el 0.31% eran de otras razas y el 1.17% pertenecían a dos o más razas. Del total de la población el 0.87% eran hispanos o latinos de cualquier raza.